# Мирошниченко, Алексей Денисович

Алексе́й Дени́сович Мирошниче́нко (1915—1976) — старшина 1-й статьи Военно-морского флота СССР, участник Великой Отечественной войны, Герой Советского Союза (1945).

## Биография
Алексей Мирошниченко родился 8 мая 1915 года в городе Карасубазар (ныне — город Белогорск в Крыму). После окончания семи классов школы работал слесарем в машинно-тракторной станции. В 1936 году Мирошниченко был призван на службу в Военно-морской флот СССР. С 1941 года — на фронтах Великой Отечественной войны.
К августу 1944 года старшина 1-й статьи Алексей Мирошниченко был помощником командира взвода разведки 384-го отдельного батальона морской пехоты Одесской военно-морской базы Черноморского флота. Отличился во время освобождения Одесской области Украинской ССР и Румынии. В ночь с 23 на 24 августа 1944 года Мирошниченко переправился через Дунай в районе города Вилково и вместе с разведгруппой захватил вражеский обоз с важными документами, взяв в плен около 150 солдат и офицеров противника. В ходе боёв за румынский город Сулина Мирошниченко во главе разведгруппы из тридцати бойцов захватил штаб немецкой воинской части, захватив в плен всё её командование, которое отдало приказ своим подчинённым сложить оружие.
Указом Президиума Верховного Совета СССР от 6 марта 1945 года за «образцовое выполнение боевых заданий командования на фронте борьбы с немецкими захватчиками и проявленные при этом мужество и героизм» старшина 1-й статьи Алексей Мирошниченко был удостоен высокого звания Героя Советского Союза с вручением ордена Ленина и медали «Золотая Звезда» за номером 5894.
В 1946 году Мирошниченко был демобилизован. Вернулся в родной город, работал в Белогорском райисполкоме. Умер 19 марта 1976 года.
Был также награждён двумя орденами Красного Знамени, орденами Отечественной войны 1-й степени и Славы 3-й степени, рядом медалей.
В честь Мирошниченко названа улица в Белогорске.